# Jerzy II (władca Makurii)
Jerzy II (arab.: Firaki) – władca nubijskiego królestwa Makurii. Rządził od około 969 do około 1001 roku. Kiedy zarządca Egiptu – Dżawhar wysłał posłów, aby odebrali od Jerzego daninę zwaną bakt, ten odmówił im porzucenia wiary chrześcijańskiej. Według koptyjskiej Historii patriarchów aleksandryjskich Jerzy II skutecznie interweniował w imieniu nieznanego z przekazu (prawdopodobnie był nim jednak Dylnead) króla aksumskiego i przekonał patriarchę Aleksandrii Filoteusza, aby ten przysłał do Aksum nowego abunę, lub metropolitę Daniela dla Etiopskiego Kościoła Ortodoksyjnego po zamieszaniu związanym z najazdem, którego powodem miała być legendarna królowa Gudit (Judyta).